# 황이슬
황이슬(1987년 12월 20일 ~ )은 대한민국의 패션 디자이너이다. 현대적인 생활 한복 브랜드인 손짱과 리슬의 CEO 및 디자이너를 역임하고 있다.

## 생애
전북대학교 산림자원학과에 재학 중이던 2006년 5월에 열린 만화 동아리의 축제 행사 도중에 만화 《궁》에 등장하는 여자 캐릭터의 퓨전 한복 코스프레를 하면서 한복을 처음 접했고, 온라인 중고 장터에 내놓은 지 불과 5일 만에 팔리게 된다. 이를 계기로 같은 해 8월에 온라인 한복 쇼핑몰 사업을 시작했는데, 창업 비용은 사업자 등록 비용인 45,000원이었다고 한다. 2006년에 한복 브랜드 손짱디자인한복(Sonjjang, '손재주 짱' 줄임말)을 설립하였으며, 2014년 젊은 세대 및 글로벌 시장을 겨냥하여 전통 요소에 패션적 요소를 가미한 생활 한복 브랜드 리슬(Leesle)을 런칭하였다.

## 활동 일화
2006년 손짱을 경영하던 시기, 어떻게 하면 더 많은 사람이 아름다운 한복을 자주 편하게 입을 수 있을 지 고민하며 2011년 황이슬 스스로 '한복 100번 입기 프로젝트'를 실행하였다. 1년에 최소 100번은 한복을 입고 생활하자는 목표로 화장실 가고 밥 먹을 때에도 한복을 착용하였으나, 채 스무 번도 입지 못한 채 처참히 실패했다고 한다. 대중교통 이용시 치마의 길이가 길어서 밟혔고 치마의 폭이 너무 커서 문처럼 좁은 공간을 지나다니기 불편했다. 화장실 이용은 말할 것도 없었으며 고름은 볼 때마다 풀어져 있고, 소매는 통이 넓어서 밥 먹을 때 소매에 음식물이 다 묻는 불편함이 있었다고 한다. 
치마저고리가 짧은 건 조선 후기 한복 형태인데 현재 대부분의 한복이 그 양식을 취하고 있기 때문에 손을 들면 겨드랑이가 딸려 올라가 상체가 노출되는 문제도 있었다. 황이슬 디자이너는 이런 문제들을 접한 뒤 전통 한복의 형태를 유지하는 것도 중요하지만 시대에 맞게 한복을 재해석하는 일을 하고 싶다는 결심을 다졌다. 
일상생활에서 한복을 입고 느껴지는 불편함에 대해 기록한 일지를 바탕으로 한복 디자이너로서 한복의 대중화를 위해 일상에서 활동이 편한 한복을 만들어야겠다는 사명감을 불태우며, 2014년 현대적 디자인에 활동성과 착용감을 강화한 모던한복 브랜드 리슬을 탄생시켰다.

## 주요 이력
- (주)리슬 대표 (2006년 ~ 현재)
- 충남대학교 의류학과 겸임교수 (2021년 ~ 현재)[6]
- 2011년 대한민국 한복침선 문화상품전 입선
- 2014년 《나는 한복 입고 홍대 간다》(라온북) 저술[7][8]
- 2015년 전라북도 스타 소상공인 선정
- 2016년 서울걸즈컬렉션 패션쇼
- 2016년 한복의 날 대표 디자이너 9인 패션쇼
- 2017년 Paris tranoi, Milano white 참가
- 2017년 Japan osaka collection 참가
- 2018년 Paris sur mode, Milano super 참가
- 2018년 방탄소년단 착용 한복 제작[9]
- 2019년 와디즈 크라우드펀딩 패션·잡화 부문 5위
- 2020년 마마무, KARD 한복 제작
- 2021년 리슬X스파오 콜라보 한복 상품 출시[10]
- 2021년 대한민국패션대상 국무총리표창 수상
- 미국 《뉴욕 타임스》 대표 한복 디자이너로 인터뷰[11]
- 디자인권 80여건 이상 보유